# ركس بيكيت
ركس بيكيت (بالإنجليزية: Rex Pickett)‏ (9 يوليو 1956، ميرسيد في الولايات المتحدة)؛ كاتِب، سيناريست، مخرج أفلام، مونتير وروائي أمريكي. درس في جامعة كاليفورنيا.

## روابط خارجية
- ركس بيكيت على موقع IMDb (الإنجليزية)
- ركس بيكيت على موقع ألو سيني (الفرنسية)
- ركس بيكيت على موقع أول موفي (الإنجليزية)
- ركس بيكيت على موقع قاعدة بيانات الفيلم (الإنجليزية)
- ركس بيكيت على موقع كينوبويسك (الروسية)